# Institut royal supérieur d'histoire de l'art et d'archéologie de Bruxelles
L’Institut royal supérieur d’Histoire de l’Art et d’Archéologie de Bruxelles (IRSHAAB) est un établissement d’enseignement supérieur belge fondé en 1903. Il a pour but l’étude scientifique de l’histoire de l’art et de l’archéologie, de la préhistoire à nos jours. 

## Historique
Fondé en 1903 sous le nom de « Société des Cours d’art et d’archéologie » par Alexandre Braun et Cyrille van Overbergh, l’établissement est, après l’institut d’histoire de l’art créé un an plus tôt à l’Université de Liège, la seconde institution en Europe à organiser un enseignement supérieur de l’histoire de l’art et de l’archéologie. 
Au cours de la première séance académique, Braun déclare : « Nul de nous ne songe à demander à nos auditeurs d’où ils viennent, ni quel établissement les a formés ni à quelle opinion religieuse ou philosophique ils appartiennent. Nulle autre préoccupation ne hante nos esprits que le désir de gagner à la religion de l’art de nouveaux fidèles ».Dans la lignée de cet esprit pluraliste, les professeurs de l’Institut ont toujours été désignés sans distinction d’appartenance philosophique, linguistique ou politique. Ils sont choisis parmi les enseignants des universités belges et parmi le personnel scientifique des institutions scientifiques de l’Etat. Les pionniers belges de l’archéologie de terrain – Jean Capart, Fernand Mayence, Georges Dossin, Henri Lavachery – y ont dispensé, dès les premières années, un enseignement novateur. Frédéric Alvin y a créé en 1912 le premier cours de numismatique en Belgique. 
En 1922, le siège est transféré au Musée royal des Beaux-Arts de Bruxelles, et en 1927, l’institution est rebaptisée « Institut supérieur d’histoire de l’art et d’archéologie ». Jusque 1931, l’Institut délivre des diplômes de candidat, licencié et docteur en histoire de l’art et archéologie ; leur intitulé devient ensuite, respectivement, bachelier, gradué, et maître en histoire de l’art et archéologie. Jusque 1951, les titulaires peuvent faire valoir une équivalence avec les diplômes universitaires ; ensuite, les diplômes ne bénéficient plus de l’homologation de l’Etat, et ne constituent donc plus un titre suffisant pour l’admission à un emploi officiel. Cependant, depuis 2001, les gradués de l’Institut ont la possibilité, après évaluation de leurs acquis, d’accéder à l’université. 
En 2003, l’institut fête son centenaire par une séance académique solennelle. Son siège social est actuellement situé (depuis 1995) au Musée du Cinquantenaire de Bruxelles. 